# 陈祖新
陈祖新（？—），男，汉族，湖北人，中华人民共和国政治人物，曾任国务院研究室党组成员、副主任。

## 生平
1981年考入清华大学机电工程系。1997年进入国务院研究室工作，曾任综合一司司长。2018年6月15日，任国务院研究室副主任。2023年1月，当选第十四届全国政协委员。2023年4月，任中华全国供销合作总社理事会副主任候选人。